# Minoriソリューションズ
株式会社Minoriソリューションズ（Minori Solutions Co.,Ltd.）は、東京都新宿区に本社をもつSCSKの100％子会社。創業は1980年。かつては東証1部に上場していた。

## 概要
2010年に当時、ともにJASDAQに上場していたJSCとイーウェーヴが合併したもの。存続会社はJSC。合併と同時に現在の社名になった。
業務内容は、銀行、クレジット、証券、生保、損保、生産、会計、物流などにおけるソフトウェア開発、システム運用管理、IT基盤構築、保守、運用等の派遣を行う他、CAEコンサルティング業務も行う。

## 歴史
- 1980年6月 - 日本システムクリエートとして設立、後に社名をJSCに変更
- 2006年10月 - JASDAQに上場
- 2010年4月 - イーウェーヴと合併、同時に現社名となる[1]
- 2019年12月13日にSCSKによる株式公開買付けが成立。同年12月19日付でSCSKの連結子会社となった[2]。2020年1月23日付で、株式売渡請求によりSCSKの完全子会社となる[3]。

## 主な製品
- MinoRobo - 簡単な操作で扱えるRPAソフトウェア[4][5]
- Apeos PEMaster - 富士ゼロックス（現:富士フイルムビジネスイノベーション）と共同開発した内部統制用システム[6]
- RichContext - 旧イーウェーヴが開発したコンテンツレコメンデーションシステム、2008年にオープンソース化した[7]